# Хіміко-термічна обробка
Хі́міко-термі́чна обро́бка (ХТО) — це вид термічної обробки, що полягає в поєднанні термічного та хімічного впливу з метою зміни хімічного складу, структури і властивостей поверхневого шару металевого матеріалу.
Мета хіміко-термічної обробки — надати поверхневому шару металевої деталі підвищеної твердості, зносостійкості, жаротривкості, корозійної стійкості тощо.

## Класифікація
Хіміко-термічна обробка може передбачати:
- дифузійне насичення неметалами (вуглецем, азотом, бором та ін.);
- дифузійне насичення металами (дифузійна металізація — алюмінієм, хромом, цинком, титаном тощо);
- дифузійне видалення домішок (вуглецю, кисню, водню).

### Дифузійне насичення
Для дифузійного насичення поверхневих шарів виробів відповідними хімічними елементами деталі поміщають у середовище, з якого при витримці у процесі дифузії вглиб поверхневого шару переходять певні елементи (вуглець, азот, алюміній, хром, кремній, бор та ін.). Можливе одночасне насичення декількома елементами (комплексне насичення). З метою прискорення ХТО й підвищення якості поверхневих шарів застосовують процеси іонного насичення (наприклад, азотування у тліючому розряді).
Цей вид обробки може виконуватись і як остаточне, так і попереднє термічне оброблення. За дифузійного насичення у поверхневому шарі виникають, зазвичай, значні залишкові напруження стиску, що сприяють підвищенню границі витривалості матеріалу виробів.

### Дифузійне видалення домішок
Дифузійне видалення домішок використовують для видалення кисню, водню, вуглецю та ін. Здійснюють при нагріванні у вакуумі та різних середовищах внаслідок дифузії атомів домішок із серцевини до поверхні виробу та їх видалення з поверхні. Широко застосовують у промисловості зневуглецьовування трансформаторної сталі відпалом листів у середовищі водню.

## Характеристика технологічного процесу
Процес хіміко-термічної обробки є багатоступеневим, і охоплює три послідовні стадії:
1. Утворення активних атомів в середовищі насичення біля поверхні або безпосередньо на поверхні металу. Потужність дифузійного потоку, тобто кількість активних атомів які виникають за одиницю часу, залежить від
- складу і агрегатного стану середовища насичення, яка може бути твердим, рідким чи газоподібним;
- взаємодії окремих складових між собою;
- тиску;
- температури;
- хімічного складу металу, що підлягає обробці.

2. Адсорбція поверхнею насичення активних атомів, що утворилися. Адсорбція є складним процесом, перебіг якого має нестаціонарний характер. Розрізняють фізичну (оборотну) адсорбцію і хімічну адсорбцію (хемосорбцію). При хіміко-термічній обробці ці типи адсорбції накладаються одна на одну. Фізична адсорбція призводить до зчеплення адсорбованих атомів елементу насичення (адсорбату) з оброблюваною поверхнею (адсорбентом) завдяки притягальній дії сил Ван дер Ваальса, і для неї характерна легка оборотність процесу адсорбції — десорбція. При хемосорбції відбувається взаємодія між атомами адсорбату і адсорбенту, яка за своїм характером і силою близька до хімічної.
3. Дифузія — переміщення адсорбованих атомів в решітці оброблюваного металу. Процес дифузії можливий тільки при наявності розчинності дифундуючого елементу в оброблюваному матеріалі і досить високій температурі, що забезпечує енергію необхідну для перебігу процесу.
Товщина дифузійного шару, а отже і товщина зміцненого шару поверхні виробу, є найважливішою характеристикою хіміко-термічної обробки. Товщина шару визначається рядом таких факторів, як
- температура насичення;
- тривалість процесу насичення;
- склад металу, тобто вміст у ній тих чи інших легуючих елементів;
- градієнт концентрацій насичує елемент між поверхнею виробу і в глибині шару насичення.

## Види хіміко-термічної обробкисталі
Найпоширенішими видами хіміко-термічної обробки сталі є: цементація, азотування, ціанування, дифузійна металізація.
Цементацією називається процес насичення поверхні стального виробу вуглецем. Після загартування такого виробу він стає твердим на поверхні і в'язким у серцевині. Цементації піддають в основному деталі, які працюють на стирання і удар одночасно. Цементація застосовується для маловуглецевих сталей. Використовують два види цементації: цементація твердим карбюризатором і газова цементація.
Азотування — це технологічний процес насичення поверхневого шару виробу азотом, щоб надати поверхневому шару виробу високої твердості, підвищити зносостійкість та опір агресивним середовищам. Азотують переважно леговану сталь, що містить алюміній, титан, ванадій, вольфрам, молібден або хром. Ці елементи, при взаємодії з азотом, утворюють тверді, стійкі до агресивних середовищ нітриди (TiN і т. д.).
Ціанування (карбонітрація) — насичення поверхневого шару виробів одночасно азотом (меншою мірою) і вуглецем (більшою мірою). Воно буває рідинне і газове, низькотемпературне (773…973 К), високотемпературне (1073…1123 К). Ціанування в основному застосовують для обробки інструментів із швидкорізальної сталі, підвищується твердість і корозійна стійкість.
Нітроцементація (газове ціанування) — насичення атомами переважно азоту і меншою мірою вуглецю. Використовують для підвищення зносостійкості.
Дифузійна металізація — насичення поверхневого шару виробу різними металами. Процес відбувається в розплавах металів, якщо метал має невисоку температуру плавлення (цинк, алюміній), або в газовому середовищі хлоридів металів (CrCl3, AlCl3, SiCl4 і т. д.). Між хлоридом та залізом протікає реакція обміну, в результаті, якої утворюється активний атомарний елемент, який дифундує в поверхневий шар. Дифузійна металізація проводиться для підвищення твердості, корозійної стійкості, жаростійкості, блиску і естетичного вигляду. Найпоширеніші види дифузійної металізації:
- алітування (насичення алюмінієм), використовується для деталей, що працюють при високих температурах;
- хромування (насичення хромом), супроводжується утворенням дифузійного шару з твердого розчину хрому в α-залізі та включень карбідів хрому з твердістю 1200…1300 HV та глибиною 0,15…0,2 мм. Використовують для деталей, що працюють на зношування в агресивних середовищах;
- борування (насичення бором), який забезпечує високу твердість (1800…2000 HV), зносостійкість та стійкість проти корозії в різних середовищах;
- силіціювання (насичення кремнієм), що сприяє високій корозійній стійкості в морській воді, а також деяких кислотах.